# Кваути
Кваути (груз. კვაუთი) — село в Грузии, на территории Сенакского муниципалитета края (мхаре) Самегрело-Верхняя Сванетия.

## География
Село находится в западной части Грузии, на левом берегу реки Техури, на расстоянии приблизительно 17 километров (по прямой) к северо-востоку от города Сенаки, административного центра муниципалитета. Абсолютная высота — 151 метр над уровнем моря.

## Население
По результатам официальной переписи населения 2014 года в Кваути проживало 76 человек (36 мужчин и 40 женщин). В национальной структуре населения грузины составляли 98,7 %, русские — 1,3 %.
| Год  | Население, человек |
| ---- | ------------------ |
| 2002 | 139                |
| 2014 | ↘ 76               |